# Зихерман, Хаим Яковлевич
Ха́им Я́ковлевич Зихерма́н — советский учёный, научный руководитель Каменно-Степной государственной селекционной станции, кандидат сельско-хозяйственных наук.
В 1949—1951 годах был первым директором Агробиологической учебно-опытной станции биолого-почвенного факультета МГУ в Чашниково, потом Костромской государственной сельскохозяйственной опытной станции.
Лауреат Сталинской премии в области науки и техники за научную разработку и внедрение в практику сельского хозяйства травопольной системы земледелия в условиях степных полузасушливых районов Юго-Восточной зоны и выведение новых ценных сортов зерновых культур (за 1943—1944 годы, вторая степень — 100 000 рублей, сельскохозяйственные науки).
Премию получил совместно с другими советскими учеными:
- Водков, Аркадий Петрович — зам. нач. Главного сортового управления НКЗ СССР;
- Крылов, Александр Васильевич — директор,
- Байко, Василий Парамонович,
- Ключников, Юрий Вениаминович — научные сотрудники Каменно-Степной государственной селекционной станции.